# 朱聪滴
宁津怀庄王朱聪滴（1479年—1491年5月16日），宁津怀康王朱成鉖嫡长子，王妃史氏所生。
成化二十一年（1485年）三月赐名。
成化二十二年（1486年），朱成鉖去世。他的子女还未受封，又正值荒旱，每天的食物供应不足。朱成鉖的兄长代惠王朱成鍊為他们請命。三月，明宪宗賜朱成鉖子女食米每年五十石。
弘治三年（1490年）九月，孝宗御奉天殿，传诏遣懷寧侯孫泰、修武伯沈坊、豐潤伯曹愷、廣寧伯劉佶、東寧伯焦俊、武進伯朱潔、崇信伯費淮、建平伯高進、興安伯徐盛、襄成伯李黼、成安伯郭鐄各持节充正使，尚寶司司丞倪黻、禮科給事中孫儒、兵科給事中王琳、刑科給事中呂獻、工科給事中唐希介、中書舍人儲材、戶部郎中陳瑗、宗鉞、禮部郎中徐說、員外郎林壁、兵部員外郎馮良輔充副使，册封朱聪滴袭封宁津王。
弘治四年（1491年）四月，朱聪滴去世。明孝宗得知其死讯，輟朝一日，按制度賜祭葬，諡懷莊。
弘治九年（1496年）十一月，其庶二弟鎮國將軍朱聰泠袭封。
后来嘉靖二十年（1541年）五月，管怀仁王府事辅国将军朱俊榭引用朱聰泠和保安王朱誠渌为例请求袭封怀仁王，获准。后来朱聰泠的儿子朱俊椂去世后，因朱聰泠系以旁支袭郡王爵，宁津国除。